# Matti Kurki (kanonbåt, 1892)
Matti Kurki (tidigare Voivoda), var ett före detta eskortskepp för den ryske tsarens jakt. Fartyget byggdes i Preussen år 1892 för den Montenegranske kungen Nikolai I:s bruk. Vid dennes ekonomiska spörsmål övertogs fartyget av den ryske tsaren. I finländsk tjänst var fartyget ursprungligen ett minfartyg, men byggdes om till kanonbåt på 1920-talet. Matti Kurki var i den finska flottan fram tills 1930-talet då hon sänktes som sjömål. Fartyget tycks ha bärgats eftersom vissa uppgifter gör gällande att hon fungerade som flytande luftvärnsbatteri 1939-40 vid Skatuddens strand, beväpnad med en 76 mm lv-kanon.
Efter sin tjänstgöring i marinen fungerade hon som mätfartyg.
Fartyget var namngivet efter 1200-talslegenden Matts Kurck (Matti Kurki på finska).